# Margaretha Reichardt
Margaretha „Grete“ Reichardt, verheiratete Wagner-Reichardt (* 6. März 1907 in Erfurt; † 25. Mai 1984 ebenda) war eine deutsche Textildesignerin und Grafikerin. Sie war neben Gunta Stölzl eine der erfolgreichen Gestalterinnen aus der Textilwerkstatt des Bauhauses.

## Leben

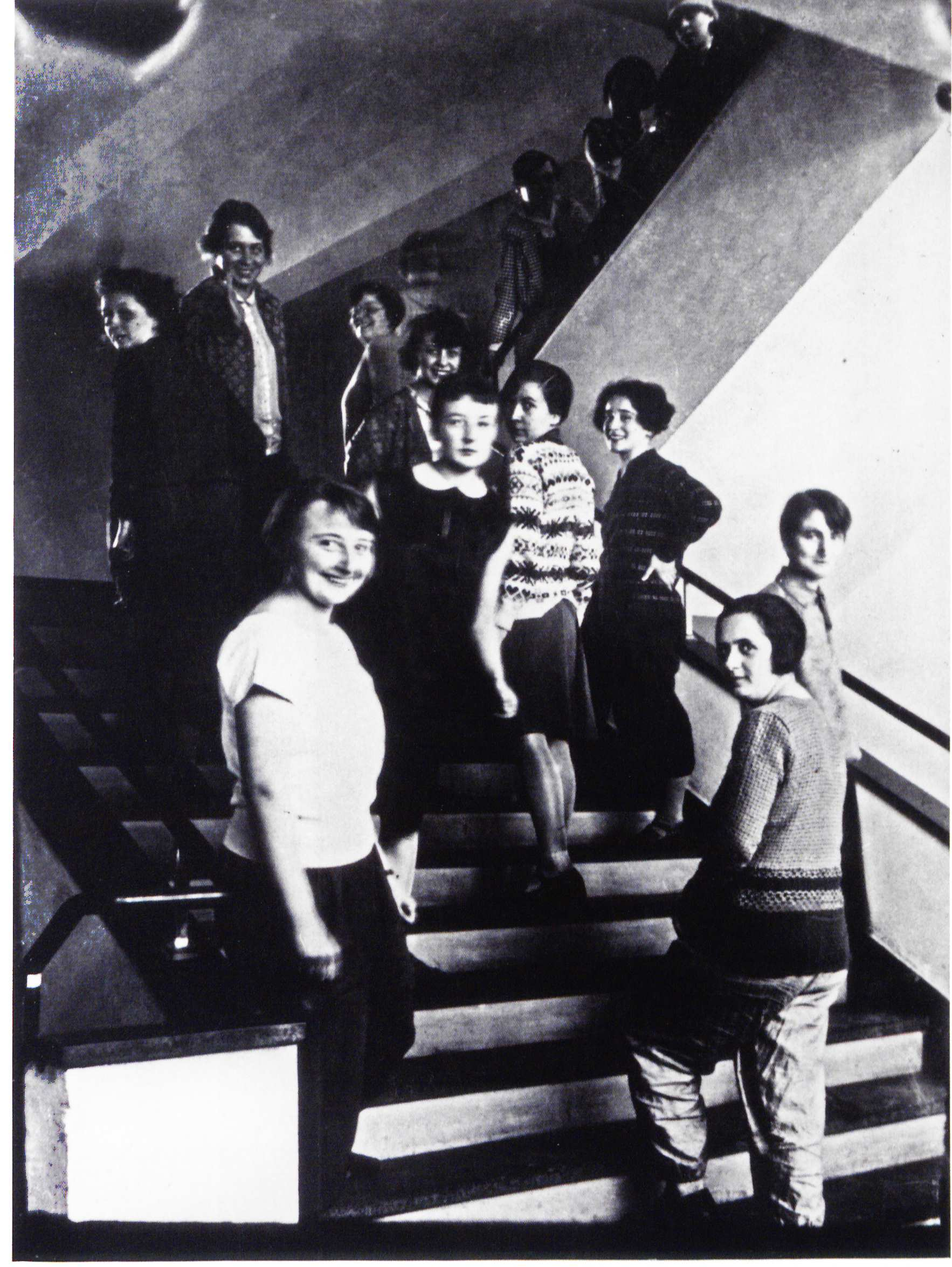
Reichardt (oben links) mit der Webereiklasse (1927/28) auf der Bauhaustreppe

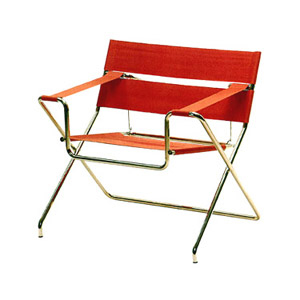
Faltsessel D4 von Marcel Breuer mit den von Grete Reichardt entwickelten Eisengarn-Gurten; hier als Reedition der Firma Tecta

Nach Abschluss ihrer Schulausbildung in Erfurt begann Margaretha Reichardt 1921 eine vierjährige Ausbildung an der Kunstgewerbeschule Erfurt. Im April 1926 begann sie ihr fünfeinhalbjähriges Studium am Bauhaus in Dessau mit einem Vorkurs bei Josef Albers und László Moholy-Nagy. Nach bestandenem Vorkurs wurde sie vom Meisterrat, wie die meisten Frauen, in die Werkstatt für Weberei unter Georg Muche, ab 1927 unter Gunta Stölzl, geschickt.
Im Bauhaus nahm sie am Unterricht von Paul Klee, Joost Schmidt und Wassily Kandinsky teil. Seit 1927 experimentierte sie mit verschiedenen Garnen und Stoffen. Sie verbesserte die Eigenschaften von Eisengarn und webte strapazierfähige und formstabile Gurte, die Marcel Breuer später als Bespannung für die von ihm entwickelten Stahlrohrmöbel, wie dem Clubsessel B 3 – später bekannt als Wassily-Chair – oder dem Faltsessel D4 verwendete. Die von ihr entwickelten Stoffe wurden in den 1930er Jahren als Bespannung für Flugzeugsitze eingesetzt. Darüber hinaus entwickelte sie am Bauhaus Stoffe mit schalldämpfenden und lichtreflektierenden Eigenschaften. Während der Arbeit am Bauhaus entwarf sie zahlreiche bildhafte gewebte und gewirkte Teppiche und beteiligte sich an verschiedenen Großprojekten des Bauhauses, wie der Ausgestaltung der Bundesschule des Allgemeinen Deutschen Gewerkschaftsbundes in Bernau bei Berlin oder dem Operncafé in Dessau.
Nach dem Ablegen der Gesellenprüfung am Bauhaus im Jahr 1929 war sie ab 1930 freie Mitarbeiterin in der Weberei. Im Juli 1931 schloss sie ihre Ausbildung am Bauhaus als Textilgestalterin mit dem Bauhausdiplom Nr. 54 ab. Nach einem kurzen Studienaufenthalt in den Niederlanden bei dem Grafiker Piet Zwart, kehrte sie 1933 in ihre Heimatstadt Erfurt zurück und baute hier ab 1934 die Handweberei Grete Reichardt auf. Sie entwarf zahlreiche Stoffe für Wand- und Bodenteppiche, Deko-, Möbel- und Kleiderstoffe, die jedoch nur selten industriell gefertigt wurden.
Während der Zeit des Nationalsozialismus war sie Mitglied der Reichskulturkammer. Sie stellte ab 1936 ihre handgewebten Textilien in verschiedenen Museen und auf Kunsthandwerksausstellungen, unter anderem 1936 im Leipziger Grassimuseum aus.
Auf der Weltfachausstellung in Paris 1937 wurden ihre Entwürfe ausgezeichnet; auf der Triennale di Milano erhielt sie 1939 für Entwürfe von Industrietextilien eine Goldmedaille. Im Jahr 1942 legte Grete Reichardt ihre Meisterprüfung ab.
Nach dem Zweiten Weltkrieg fertigte sie in ihrer Handweberei textile Entwürfe für Museen, Theater und öffentliche Einrichtungen an. Bereits kurz nach dem Krieg nahm sie wieder an internationalen Ausstellungen mit ihren Entwürfen teil. 1949, 1958/1959, 1967/1968 und 1982/1983 war sie auf den Deutschen Kunstausstellungen bzw. Kunstausstellungen der DDR in Dresden vertreten. Auf der Triennale in Mailand im Jahr 1951 wurde sie mit einem Goldenen Ehrendiplom für ihre handgewebten Gobelins ausgezeichnet. Die freischaffende Designerin bekam 1953 ein Angebot für eine Dozentur an der Hamburger Landeskunstschule. In der Folgezeit wurde Margaretha Reichardt mit zahlreichen Designpreisen ausgezeichnet: Im Jahr 1964 erhielten ihre Entwürfe auf der Leipziger Messe die Auszeichnung „Gute Form“, fünf Jahre später erhielt sie die Ehrenurkunde des Ministeriums für Kultur, der Handwerkskammer und des Verbandes Bildender Künstler der DDR, 1977 die Johannes-R.-Becher-Medaille in Gold und 1981 den Kunstpreis der DDR.
In ihrem Betrieb in Erfurt-Bischleben bildete sie von 1941 bis 1984 über 50 Lehrlinge aus, darunter Christl Prange. Seit den 1970er Jahren engagierte sich die Künstlerin für den Erhalt des Bauhaus-Erbes in Weimar und Dessau.
In einem Neubaugebiet auf dem Ringelberg in der Erfurter Krämpfervorstadt, in dem die Straßen Namen bekannter Bauhauskünstlern tragen, wurde auch eine Straße nach Grete Reichardt benannt.

## Rezeption
Margaretha Reichardt war „zu so etwas wie einer moralischen Instanz geworden, kompromisslos einem eigenen Ethos verpflichtet.“
Bernd Wiesemanns Bauhaus-Suite für Kinderklavier von 1994 enthält ein Stück mit dem Titel Portrait von Margaretha Reichardt.

## Museum
Im Erfurter Ortsteil Bischleben wurde das Wohnhaus von Margaretha Reichardt zu einem Museum umgestaltet. In dem 1939 von dem Bauhäusler Konrad Püschel entworfenem Haus werden in der Werkstatt der Künstlerin originale Webstühle gezeigt. Das Gebäude, das seit 1987 als technisches Denkmal klassifiziert wurde, wird heute vom Angermuseum in Erfurt betreut.

## Werke (Auswahl)
- Steckpüppchen aus dem Unterricht bei Josef Albers, Bauhaus Dessau
- Bauhaushampelmann, Bauhaus Dessau
- Studie VII zum Industriebild XIII, 1928, gemeinsam mit Erich Borchert[13]
- Stoffmuster, 1928, Art Institut of Chicago
- Gobelin in der St.-Hedwigs-Kathedrale, Berlin
- Stoffbezug des B5-Stuhls (Marcel Breuer); Cooper-Hewitt Smithsonian Design Museum[14]
- Dekorationsstoff (Seide, handgewebt; ausgestellt 1958/1959 auf der Vierten Deutschen Kunstausstellung)[15]

## Einzelausstellungen (unvollständig)
- 1950 Grete Reichardt-Wagner, Staatliches Schlossmuseum Rudolstadt
- 1957 Karl-Marx-Stadt, Städtische Textil-  und Kunstgewerbesammlung
- 1958 Wandteppiche; Angermuseum Erfurt
- 1967 / 1968 Grete Reichardt, Weberin – Walter Gebauer, Keramiker – Prof. Günther Laufer, Kunstschmied, Thüringer Museum Eisenach, Schloss am Markt; Schlossmuseum Gotha; Schloss Friedenstein.
- 1968 Grete Reichardt, Weberin – Walter Gebauer, Keramiker – Prof. Günther Laufer, Kunstschmied, Kunstgewerbemuseum Berlin (Schloss Köpenick)
- 1972 Angermuseum Erfurt (mit Walter Gebauer)
- 1977 Grete Reichardt: Textilgestaltung, Kunstsammlungen Weimar.

### Postum
- 1994 Margaretha Reichardt, Textilkunst: 1907–1984, Angermuseum Erfurt.
- 1995 Margaretha Reichardt, Textilkunst: 1907–1984 Kunstsammlungen der Universität Leipzig.
- 2009 Margaretha Reichardt – von der Bauhausschülerin zur Meisterin der Textilkunst, Apolda
- 2009 Margaretha Reichardts Schüler, Apolda.
- 2009 Margaretha Reichardt, Erfurt.